# Lippmannproces

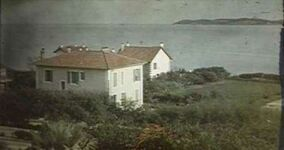
Een van de eerste kleurenfoto's, genomen door Lippmann

Het lippmannproces was een vroege vorm van kleurenfotografie die ontwikkeld werd in 1891 door Gabriel Lippmann, een Franse natuurkundige. Lippmann won hiervoor in 1908 de Nobelprijs voor de Natuurkunde. Het lippmannproces is het enige fotografische proces dat direct kleur vastlegt, zonder gebruik te maken van kleurstoffen of kleurfilters.

## Het proces
Een glazen plaat wordt voorzien van een laag transparante en korrelvrije zilveremulsie. Tegen de emulsielaag wordt een nauw aansluitende reflecterende laag aangebracht, hiervoor wordt meestal kwik gebruikt. De plaat wordt daarna door het glas heen belicht. Hierbij wordt het licht op zichzelf gereflecteerd wat voor interferentie in de emulsielaag zorgt. Het interferentiepatroon wordt vastgelegd in het lichtgevoelige zilver in de emulsie. De plaat wordt daarna ontwikkeld zodat de opname veranderingen aanbrengt in de brekingsindex van de gelatine. Bij het bekijken veroorzaakt het patroon in de emulsie diffractie, waarbij het beeld weer zichtbaar wordt. Omdat de verschillende kleuren licht verschillende golflengtes hebben en dus ook verschillende interferentie- en diffractiepatronen ontstaat het beeld in de oorspronkelijke kleuren.
De kleurenafbeelding kan alleen bekeken worden in de reflectie van een diffuse lichtbron van de plaat, hierdoor wordt het gezichtsveld beperkt en kan de afbeelding niet worden gekopieerd. De lichtgevoeligheid van het proces was erg laag met de emulsies van die tijd en werd nooit algemeen in gebruik genomen.

## Trivia
Het beeldvormend mechanisme van een beveiligingshologram komt overeen met dat van een volgens het lippmannproces genomen foto. De moeilijkheid om een dergelijke foto te reproduceren terwijl deze toch relatief eenvoudig te bekijken is zorgt hier voor de veiligheid.